# Bogusława Czosnowska
Maria Bogusława Czosnowska z domu Michna (ur. 22 lutego 1926 we Lwowie, zm. 4 sierpnia 2021 w Gdańsku) – polska aktorka teatralna i filmowa, najbardziej popularna w latach 50. i 60. XX wieku.

## Kariera
Ukończyła kierowane przez Aleksandra Bardiniego Studio Aktorskie we Lwowie. Jej debiut teatralny miał miejsce w 1944 roku, choć faktycznie debiutowała już jako dziewięciolatka w spektaklu „Kopciuszek” Wilama Horzycy. W latach 1944–1945 była adeptką w Polskim Teatrze Dramatycznym we Lwowie. W sezonie 1945/46 należała do zespołu lwowskiego Teatru Małych Form „Miniatury”.
Po repatriacji do Polski występowała w Komedii Muzycznej w Szczecinie (1946–1947), Teatrze Polskim w Szczecinie (1948), Teatrze Rozmaitości w Warszawie (1949–1950), Teatrze Nowym w Waszawie (1950–1951), Teatrze im. Stefana Jaracza w Olsztynie (1951–1952), Artos w Łodzi (1952–1954), Teatrze Dolnośląskim w Jeleniej Górze (1954–1955), Teatrze Starym w Poznaniu (1955–1956), Teatrze Satyryków w Łodzi (1956–1957), Teatrze Wybrzeże w Gdańsku (1957–1981, 2003).
Powojenna gwiazda teatru do 1981 roku wystąpiła w ponad 200 pierwszoplanowych rolach, później zajęła się pracą reżyserską, mając w dorobku 69 przedstawień, głównie oper, operetek, musicali, komedii muzycznych. Uprawnienia reżyserskie zdobyła w 1984 roku, ale Jej debiutem reżyserskim była Jadzia wdowa (1977) w Teatrze Wybrzeże.
Zajmowała się także działalnością pedagogiczną. Wspólnie z reżyserem Ryszardem Majorem założyła Studium Aktorskie przy Teatrze Wybrzeże, gdzie w latach 1977–1985 prowadziła zajęcia. Wykładała także w Studium Wokalno-Aktorskim przy Teatrze Muzycznym im. Danuty Baduszkowej w Gdyni.
Była zasłużoną członkinią ZASPu, w latach 1961–1965 przewodniczącą gdańskiego Oddziału SPATiF-ZASP.
W 2000 roku wydała książkę wspomnieniową „Ostatni gong”.
Od 1944 roku była żoną dyrygenta i kompozytora Sylwestra Czosnowskiego.
Zmarła w Gdańsku, pochowana 7 sierpnia 2021 roku na cmentarzu Centralnym w Szczecinie (kwatera 47A-13-3).

## Filmografia
- 1951: Młodość Chopina jako szynkareczka
- 1961: Ludzie z pociągu
- 1963: Pamiętnik pani Hanki jako brunetka na raucie
- 1972: Z tamtej strony tęczy jako gość w lokalu
- 1972: Dlaczego mnie budzą? (spektakl telewizyjny) jako żona Jaira
- 1976: Rocznica ślubu (spektakl telewizyjny) jako Stryjenka
- 1977: Miniatury kobiece (spektakl telewizyjny)
- 1979: Buddebrooks (serial tv)
- 1985: Miłość i próżność (spektakl telewizyjny) - reżyseria
- 2001: Lokatorzy (serial tv, odc. 32) jako klientka w kwiaciarni
- 2002: Lokatorzy (serial tv, odc. 112, 132) jako pacjentka w szpitalu
- 2003: Sąsiedzi (serial tv, odc. 18) jako Janina Stąpór, babcia Ireny
- 2006: Sąsiedzi (serial tv, odc. 111) jako pani Żywilla Kureczka
- 2008: Sąsiedzi (serial tv, odc. 146) jako pani Todzia
- 2009: Mniejsze zło jako starsza kobieta

## Ordery i odznaczenia
- Krzyż Oficerski Orderu Odrodzenia Polski (1985)
- Krzyż Kawalerski Orderu Odrodzenia Polski (1971)
- Złoty Krzyż Zasługi (1967)
- Brązowy Medal „Zasłużony Kulturze Gloria Artis” (28 kwietnia 2008)[5]
- Odznaka honorowa „Zasłużonym Ziemi Gdańskiej” (1967)

Źródło:.

## Nagrody
- nagroda WRN w Gdańsku na IV Festiwalu Teatrów Polski Północnej w Toruniu za rolę Otylii w spektaklu Frank V w Teatrze Wybrzeże w Gdańsku (1962)[7]
- „Order Stańczyka” - nagroda pisma „Litery” za rolę Matyldy von Zahnd w przedstawieniu Fizycy Friedricha Dűrrenmatta w Teatrze Wybrzeże w Gdańsku (1964)
- nagroda aktorska na VI Festiwalu Teatrów Polski Północnej w Toruniu za rolę Pilar w przedstawieniu Komu bije dzwon w Teatrze Wybrzeże w Gdańsku (1964)
- Nagroda Miasta Gdańska w Dziedzinie Kultury (1984)[8]
- Medal pamiątkowy z okazji 40-lecia Teatru Wybrzeże (1986)
- Nagroda Gdańskiego Towarzystwa Przyjaciół Sztuki w kategorii pamiętnikarstwa, za książkę Ostatni gong (2001)
- Nagroda Prezydenta Miasta Gdańska w Dziedzinie Kultury z okazji jubileuszu 70-lecia pracy artystycznej oraz Międzynarodowego Dnia Teatru (2014)[9]
- Nagroda Prezydenta Miasta Gdańska w Dziedzinie Kultury z okazji jubileuszu 70-lecia działalności artystycznej i 50-lecia obecności Teatru Wybrzeże w Gdańsku, z podziękowaniem za wiele lat twórczej pracy na gdańskiej scenie dramatycznej (2016)[9]
- Nagroda Prezydenta Miasta Gdańska w Dziedzinie Kultury za całokształt pracy artystycznej oraz z okazji 95. urodzin (2021)[9]

Źródło:.

## Biografia
- Bogusława Czosnowska w bazie  filmpolski.pl
- Bogusława Czosnowska w bazie Filmweb
- Bogusława Czosnowska w bazie IMDb (ang.)